# Discoglossus montalenti
El sapillo pintojo corso (Discoglossus montalentii) es una especie de anfibio anuro de la familia Discoglossidae, endémico de la isla de Córcega.

## Distribución
Isla de Córcega. Principalmente en la parte central de la isla, en localidades desde 300 a 1900 m de altitud. Está ausente en localidades costeras.

## Hábitat
Su hábitat natural son los ríos y arroyos de montaña en bosques primigenios o poco alterados de la isla.

## Amenazas
Esta especie está amenazada por peces salmónidos introducidos en Corcega.

## Publicación original
- Lanza, Nascetti, Capula & Bullini, 1984 : Genetic relationships among west Mediterranean Discoglossus with the description of a new species (Amphibia Salientia Discoglossidae). Monitore Zoológico Italiano, vol. 18, n. 2, p.|133-152.